# Jean Thomazeau
Pour les articles homonymes, voir Thomazeau.
Jean Thomazeau, né le 20 juillet 1949 à Jonzac,, est un coureur cycliste français, actif dans les années 1960 et 1970.

## Biographie
Ancien membre de l'US Pons, Jean Thomazeau compte notamment à son palmarès Paris-Troyes, un titre de champion de France amateurs, Paris-Dreux ou encore le Tour du Béarn. Il est également sélectionné en équipe de France, notamment pour les championnats du monde amateurs de 1971, où il termine quatorzième.
En 1972, il se classe troisième de deux étapes sur le Tour de l'Avenir.

## Palmarès
- 1969
  - Paris-Troyes
  - 2e de Paris-La Ferté-Bernard
- 1970
  -  Champion de France sur route amateurs
  - Une étape de la Ronde des Flandres Artois
- 1971
  - Tour de Charente-Maritime :
    - Classement général
    - 2 étapes

  - Tour du Béarn
- 1972
  - 5e étape du Tour Nivernais Morvan
  - 2e du Tour du Béarn
- 1973
  - 6e et 8e étapes du Tour du Limousin
  - 1re étape du Tour de l'Yonne
  - Prix Albert-Gagnet
  - Paris-Dreux
- 1974
  - 2e du Prix Albert-Gagnet
- 1978
  - Circuit de la vallée de la Loire